# Георгиадис, Василис
Васи́лис Георгиа́дис (греч. Βασίλης Γεωργιάδης; 12 августа 1921, район Дарданелл, Турция — 30 апреля 2000, Афины, Греция) — греческий кинорежиссёр, продюсер и актёр.

## Биография
Георгиадису присущи комедийные и мелодраматические сюжеты. Участник множества кинофестивалей.

## Фильмография

### Режиссёр
- 1956 — Эксперты на футбольном поле[греч.] / Οι άσσοι του γηπέδου
- 1959 — / Καραγκιόζης, ο Αδικημένος της Ζωής
- 1959 — Вечный жид / Περιπλανώμενος Ιουδαίος
- 1962 — Проклятие матери / Η Κατάρα της Μάνας
- 1962 — Гнев / Οργή
- 1963 — Красные фонари / Τα κόκκινα φανάρια
- 1964 — Свадьба по-гречески / Γάμος αλά ...ελληνικά
- 1966 — Флейта и кровь / Η 7η Ημέρα της Δημιουργίας (в советском прокате «У подножия Акрополя»)
- 1966 — Земля обагрилась красным / Το χώμα βάφτηκε κόκκινο
- 1968 — Девушки под солнцем / Κορίτσια στον Ήλιο
- 1968 — Рандеву с незнакомкой / Ραντεβού με μια Άγνωστη
- 1969 — Бесконечная любовь / Αγάπη για Πάντα
- 1970 — В Сражении за Крит/ Στη Μάχη της Κρήτης
- 1971 — В то лето…[греч.] / Εκείνο το καλοκαίρι
- 1975 — Заговор в Средиземноморье / Συνωμοσία στη Μεσόγειο
- 1975 — Христа распинают вновь / Ο Χριστός Ξανασταυρώνεται (сериал)

### Актёр
- 1956 — Эксперты на футбольном поле / Οι άσσοι του γηπέδου
- 1967 — / Η Παιχνιδιάρα
- 1968 — / Ο Στρίγγλος που έγινε Αρνάκι
- 1968 — / Καπετάν Φάντης Μπαστούνι
- 1969 — / Το Λεβεντόπαιδο

### Продюсер
- 1956 — Эксперты на футбольном поле / Οι άσσοι του γηπέδου
- 1972 — Лисистрата / Λυσιστράτη

### Сценарист
- 1964 — Свадьба по-гречески / Γάμος αλά ...ελληνικά

### Монтажёр
- 1956 — Эксперты на футбольном поле / Οι άσσοι του γηπέδου

## Награды
- 1964 — номинация на приз Золотая пальмовая ветвь 17-го Каннского кинофестиваля («Красные фонари»)
- 1964 — номинация Премия «Оскар» за лучший фильм на иностранном языке («Красные фонари»)
- 1966 — номинация Премия «Оскар» за лучший фильм на иностранном языке («Кровь на земле»)